# Gerbillurus setzeri
Gerbillurus setzeri là một loài động vật có vú trong họ Chuột, bộ Gặm nhấm. Loài này được Schlitter mô tả năm 1973.